# Biopalatset (Borlänge)
Biopalatset är en multibiograf vid Sveatorget i Borlänge. Den byggdes av Sandrew Metronome 2004 som den fjärde Biopalatset i deras biografkedja. Kedjan togs över av Astoria Cinemas 2005, där sedan denna biograf togs över av Svenska Bio 2006.
När biografen byggdes hade den 4 salonger och 389 platser. Under hösten 2015 byggdes 2 nya salonger till.